# سكروز الحديد
سكروز الحديد هو مركب كيميائي يدخل الحديد في تركيبه، ويُعطى عن طريق الوريد؛ لعلاج فقر الدم بسبب نقص الحديد، وكثيرا ما يستخدم في المرضى الذين يخضعون لغسيل الكلى.

## دَواعي اسْتِعْمالِه
يُستخدَم في جَميعِ حَالات نَقْص الحَديد التي تَسْتَلْزِم عِلاجاً سَريعاً ومَضْموناً، مثل:
1. النَقْصُ الشَديد لِلْحَديد بَعْدَ النَزيفِ.
2. خَلَل في امْتِصاصِ الْحَديد مِنْ الْقَناةِ الهَضْمِيَة.
3. حالات نقص الحديد التي لا تستجيب للعلاج عن طريق الفم.
4. أمراض الكلى المزمنة.
5. مرضى الغسيل الكلوي الذين يتناولون مُستحضَر الإريثروبون.

## موانع استعماله
هناك عدة حالات يمنع فيها استخدام مركب سكروز الحديد، منها:
1. حالات زيادة الحديد في الدم.
2. المرضى الذين لديهم حساسية لعنصر الحديد.
3. أنواع الأنيميا الأخرى التي لا يسببها نقص الحديد.

## أعراضه الجانبية
هناك بعض الحالات النادرة قد تحدث فيها حالات فرط الحساسية، وهذا عند استخدامه